# Perfume 3rd Tour 「JPN」
『Perfume 3rd Tour 「JPN」』（パフューム・サード・ツアー ジェーピーエヌ）は、日本のテクノポップユニット、Perfumeの6作目の映像作品である（CD付属のDVDは除く）。2013年8月14日にBlu-ray Discも発売された。
また、Perfumeが2012年に開催して、本作に収録されたツアーについても記述する。

## 収録映像
2012年に行われたツアー『Perfume 3rd Tour 「JPN」』から、DISC1には2012年4月1日の広島グリーンアリーナ公演の模様を全曲分、初回限定版にDISC2にはさいたまスーパーアリーナ公演のアンコール、「スパイス」のマルチアングル、「時の針」の各メンバーごとのアングル映像、ご当地チーム分けMC、日本武道館での追加公演から「Spring of Life」・「コミュニケーション」の映像が特典映像として収録される。また初回限定版にはフォトブックレットが付いている。

### DISC1
1. The Opening
2. レーザービーム (Album-mix)
3. VOICE
4. エレクトロ・ワールド
5. ワンルーム・ディスコ
6. Have a Stroll
7. 時の針
8. 微かなカオリ
9. スパイス
10. JPNスペシャル
11. GLITTER (Album-mix) [9]
12. JPNメドレー

(シークレットシークレット〜不自然なガール〜Take me Take me〜Baby cruising Love〜575〜I still love U〜love the world〜シークレットシークレット)
1. ポリリズム
2. 「P.T.A.」のコーナー
3. FAKE IT
4. ねぇ
5. ジェニーはご機嫌ななめ
6. チョコレイト・ディスコ
7. MY COLOR

-ENCORE-
- Dream Fighter
- 心のスポーツ

### 初回限定盤DISC
1. さいたまスーパーアリーナ ENCORE
2. スパイス -マルチアングル-
3. 時の針-あ～ちゃんVer.-
4. 時の針-かしゆかVer.-
5. 時の針-のっちVer.-
6. ご当地チーム分けMC
7. -追加公演@日本武道館4DAYS-
  - コミュニケーション
  - Spring of Life

## 特典
DVDの店頭予約購入者特典としてポスターが付いた。BDの初回プレス分には“オリジナルDVDジャケット”ステッカーが封入されている。

## リリース日一覧
過去にリリースされていた6作のDVDがBD化された際に、本作通常盤もBD化した。
| 発売日        | 形態       | 規格 | 品番        | 出典  |
| ------------- | ---------- | ---- | ----------- | ----- |
| 2012年8月1日  | 初回限定盤 | DVD  | UPBP-9001/2 | [ 8 ] |
| 2012年8月1日  | 通常盤     | DVD  | UPBP-1001   | [ 8 ] |
| 2013年8月14日 | 通常盤     | BD   | UPXP-1001   | [ 7 ] |

## チャート成績
発売初週に約7.7万枚を売上げ、2012年8月13日付週間オリコンランキング総合首位となり、5作連続で総合首位を獲得。女性アーティストによる音楽作品の5作連続首位は、2002年1月発売の宇多田ヒカルの『traveling』以来10年6か月ぶり史上2組目、女性グループとしては史上初。
続いて2週目にも約0.9万枚を売上げ、2週連続首位となった。女性アーティストによるライブDVD2週連続首位獲得は、2000年12月発売の宇多田ヒカル『BOHEMIAN SUMMER 2000』と2009年9月発売の安室奈美恵『namie amuro BEST FICTION TOUR 2008-2009』以来2年11か月ぶり史上3組目、女性グループとしては史上初となった。

## 収録されたツアー
『キリンチューハイ 氷結 Presents Perfume 3rd Tour 「JPN」』（キリンチューハイ ひょうけつ プレゼンツ パフューム サード ツアー ジェーピーエヌ）は、Perfumeが2012年に開催したツアー。

### 日程
最終公演は、『キリンチューハイ 氷結 Presents Perfume 3rd Tour 「JPN」打ち上げ公演！海パーン！！！ 』（キリンチューハイ ひょうけつ プレゼンツ パフューム サード ツアー ジェーピーエヌ うちあげこうえん うみぱーん）と銘打って開催された。
| 出典          |               |          |                                                                     |
| 公演日        | 開場 / 開演   | 都道府県 | 会場                                                                |
| 2012年1月14日 | 17:00 / 18:00 | 兵庫県   | 神戸ワールド記念ホール                                              |
| 2012年1月15日 | 15:00 / 16:00 | 兵庫県   | 神戸ワールド記念ホール                                              |
| 2012年1月28日 | 16:00 / 18:00 | 埼玉県   | さいたまスーパーアリーナ                                            |
| 2012年1月29日 | 14:00 / 16:00 | 埼玉県   | さいたまスーパーアリーナ                                            |
| 2012年2月4日  | 17:00 / 18:00 | 新潟県   | 朱鷺メッセ・新潟コンベンションセンター                              |
| 2012年2月11日 | 17:00 / 18:00 | 福岡県   | 福岡国際センター                                                    |
| 2012年2月12日 | 15:00 / 16:00 | 福岡県   | 福岡国際センター                                                    |
| 2012年2月29日 | 18:00 / 19:00 | 愛知県   | 名古屋市総合体育館 （日本ガイシホール）                             |
| 2012年3月1日  | 18:00 / 19:00 | 愛知県   | 名古屋市総合体育館 （日本ガイシホール）                             |
| 2012年3月24日 | 17:00 / 18:00 | 静岡県   | 静岡エコパアリーナ                                                  |
| 2012年3月27日 | 18:00 / 19:00 | 大阪府   | 大阪城ホール                                                        |
| 2012年3月28日 | 18:00 / 19:00 | 大阪府   | 大阪城ホール                                                        |
| 2012年3月31日 | 17:00 / 18:00 | 広島県   | 広島県立総合体育館 （広島グリーンアリーナ）                         |
| 2012年4月1日  | 14:00 / 15:00 | 広島県   | 広島県立総合体育館 （広島グリーンアリーナ）                         |
| 2012年4月7日  | 17:00 / 18:00 | 愛媛県   | 愛媛県武道館                                                        |
| 2012年4月14日 | 17:00 / 18:00 | 宮城県   | 宮城県総合運動公園総合体育館 （宮城セキスイハイムスーパーアリーナ） |
| 2012年4月21日 | 17:00 / 18:00 | 北海道   | 北海道立真駒内公園屋内競技場 （真駒内セキスイハイムアイスアリーナ） |
| 追加公演      |               |          |                                                                     |
| 2012年5月8日  | 17:30 / 18:30 | 東京都   | 日本武道館                                                          |
| 2012年5月9日  | 17:30 / 18:30 | 東京都   | 日本武道館                                                          |
| 2012年5月11日 | 17:30 / 18:30 | 東京都   | 日本武道館                                                          |
| 2012年5月12日 | 16:30 / 17:30 | 東京都   | 日本武道館                                                          |
| 2012年5月26日 | 16:30 / 17:30 | 沖縄県   | 宜野湾海浜公園屋外劇場                                              |

### セットリスト
5月12日 東京
1. レーザービーム（Album-mix）
2. VOICE
3. エレクトロ・ワールド
4. ワンルーム・ディスコ
5. Have a Stroll
6. 時の針
7. 微かなカオリ
8. スパイス
9. JPNスペシャル
10. GLITTER（Album-mix）
11. メドレー（不自然なガール～Baby cruising Love～575～love the world～シークレットシークレット）
12. コミュニケーション
13. ポリリズム
14. 「P.T.A」のコーナー
15. FAKE IT
16. ねぇ
17. ジェニーはご機嫌ななめ
18. チョコレイト・ディスコ
19. MY COLOR
〈アンコール〉
20. Spring of Life
21. 心のスポーツ